# Coupe du Portugal de football 1998-1999
Navigation
1997-1998 1999-2000
La Coupe du Portugal de football 1998-1999 est la 59e édition de la Coupe du Portugal de football, considéré comme le deuxième trophée national le plus important derrière le championnat. 
La finale est jouée le 29 juin 1999, à l'Estádio Nacional do Jamor, entre le Sport Clube Beira-Mar et le SC Campomaiorense. Beira-Mar remporte son premier trophée en battant Campomaiorense 1 à 0.

## Finale
| 29 juin 1999 | Sport Clube Beira-Mar | 1 - 0   | SC Campomaiorense | Estádio Nacional do Jamor   |                             |
|              |                       | (0 - 0) |                   | Arbitrage : Lucílio Batista | Arbitrage : Lucílio Batista |
|              | Feuille de match      |         |                   | Arbitrage : Lucílio Batista | Arbitrage : Lucílio Batista |